# Andrea Carozza
Andrea Carozza (Pescara, 22 aprile 1985) è un ex calciatore italiano, di ruolo centrocampista.

## Caratteristiche tecniche
Nelle giovanili del Pescara, fino alla Primavera, giocava quasi esclusivamente come trequartista; nel corso degli anni, dopo essere stato impiegato sempre in un ruolo offensivo nelle sue primissime apparizioni in prima squadra ha poi progressivamente arretrato il suo raggio di azione arrivando nel corso degli anni a giocare prevalentemente come mediano davanti alla difesa; era inoltre molto dotato nei calci di punizione.

## Carriera
Carozza dopo aver giocato nelle giovanili dei dilettanti dell'Adriano Flacco e dal 2001, voluto da Cetteo Di Mascio, in quelle del Pescara, esordisce in prima squadra all'età di 18 anni con il club abruzzese nel corso della stagione 2003-2004, nella quale i biancazzurri militavano nel campionato di Serie B; in particolare, il suo esordio assoluto tra i professionisti avviene il 7 dicembre 2003, quando subentra dalla panchina per giocare gli ultimi 28 minuti della partita pareggiata per 0-0 in casa contro il Vicenza. Il successivo 25 gennaio gioca invece la sua prima partita da titolare, scendendo in campo dal primo minuto nella prima giornata del girone di ritorno, pareggiata per 1-1 in casa contro il Como; nel corso della stagione gioca poi ulteriori due partite (una subentrando dalla panchina ed una da titolare) per un totale di 4 presenze; nella stagione 2004-2005, sempre disputata nel campionato cadetto, viene fin da inizio stagione aggregato alla prima squadra: tra l'1 ed il 7 settembre gioca infatti tutte e 3 le partite disputate dal Pescara nell'edizione 2004-2005 della Coppa Italia, una delle quali (precisamente la sconfitta per 3-1 del 7 settembre contro la Ternana) anche da titolare. La sua prima presenza stagionale in campionato arriva invece il 16 ottobre, quando gioca da titolare nell'ottava giornata del torneo, pareggiata per 2-2 in casa contro l'Arezzo. Dopo un'ulteriore presenza dieci giorni più tardi contro il Torino torna poi in campo solamente nel mese di dicembre, quando subentra dalla panchina in una partita giocata contro il Crotone. Nella sessione invernale del calciomercato viene poi ceduto in prestito al Pisa, club militante nel campionato di Serie C1, dove trascorre quindi il resto della stagione: con i toscani nel girone di ritorno gioca con buona continuità, disputando 11 delle 20 partite totali giocate dai toscani dopo il suo arrivo nel club, giocando in particolare tutte le otto partite comprese tra la ventiduesima e la trentesima giornata (cinque delle quali anche da titolare).
Nell'estate del 2005, terminato il prestito ai nerazzurri, torna quindi al Pescara, nella cui rosa fa parte nella stagione 2005-2006: nel corso dell'annata Carozza gioca in totale 5 partite di campionato, di fatto tutte nella prima metà della stagione (fatta eccezione per l'ultima giornata di campionato, che è peraltro una delle sue due presenze stagionali da titolare, le altre quattro presenze sono infatti tutte concentrate nel corso del girone di andata). Nella stagione 2006-2007, dopo aver rifiutato un trasferimento in prestito in Serie C1 al Martina, gioca invece con buona regolarità: dopo una presenza da titolare in Coppa Italia contro il Pavia (chiusa peraltro con un'espulsione, a causa della quale salta per squalifica il successivo incontro di coppa contro l'Atalanta, che elimina gli abruzzesi dalla competizione), il centrocampista gioca infatti 13 partite (9 delle quali da titolare) su 18 in campionato, competizione in cui segna anche 3 reti, le sue prime in carriera tra i professionisti; in particolare, la sua prima rete coincide anche con la prima doppietta in carriera (nonché l'unica della sua carriera professionistica), nell'incontro del 23 settembre 2006 pareggiato per 3-3 sul campo del Cesena, partita in cui oltre ai due gol (entrambi segnati direttamente su calcio di punizione) peraltro indossa anche la fascia da capitano ed in cui serve un assist per il terzo gol della sua squadra. L'altra sua rete stagionale è invece datata 28 ottobre, quando nella trasferta pareggiata per 2-2 contro lo Spezia segna su un calcio di punizione da circa venti metri dalla porta ligure. Grazie alle buone prestazioni con il Pescara in questa stagione riceve anche una convocazione nella B Italia. Il 30 gennaio 2007 viene poi ceduto in prestito con diritto di riscatto al Bari per sostituire Alessandro Gazzi, che nella medesima sessione di calciomercato era stato ceduto dai Galletti in comproprietà alla Reggina. Nel resto della stagione con il club pugliese gioca poi in totale 11 partite (8 delle quali da titolare), trovando una buona continuità di impiego principalmente nella seconda metà del girone di ritorno, nei mesi di marzo ed aprile.
Nell'estate del 2007 il Bari riscatta per la cifra di 500000 euro il suo cartellino e gli fa firmare un contratto fino al 30 giugno 2010; nella stagione 2007-2008 gioca poi in totale 13 partite nel campionato di Serie B col club biancorosso, durante le quali segna anche una rete, il 29 settembre 2007, accorciando momentaneamente le distanze sul 3-1 con un'azione personale nella partita persa per 4-1 sul campo dell'AlbinoLeffe. A fine stagione passa in prestito alla Pistoiese, club di Serie C1; con la formazione toscana nel corso della prima metà di stagione è titolare fisso, giocando in 14 partite su 17, fino a quando il prestito non viene interrotto per consentire al Bari di cederlo, sempre con la formula del prestito, per la seconda metà della stagione alla Sambenedettese, altra formazione di Serie C1: con i marchigiani Carozza dopo aver giocato da titolare 6 delle prime 7 partite dopo il suo arrivo in squadra perde il posto in squadra, tornando a venire convocato (ma restando in panchina) solamente per la doppia sfida dei play-out contro il Lecco, peraltro conclusi con una sconfitta (e quindi con la retrocessione del club, che peraltro in estate andrà incontro al fallimento).
Nell'estate del 2009 il Bari cede poi il centrocampista abruzzese a titolo definitivo al Barletta, club militante in Lega Pro Seconda Divisione (nuova denominazione della ex Serie C2 a partire dal 2008); con i biancorossi pugliesi Carozza nel corso della stagione 2009-2010 gioca in totale 24 delle 34 partite di campionato, la maggior parte delle quali da titolare, segnando anche una rete, il 20 dicembre 2009, trasformando un calcio di rigore nella vittoria casalinga per 4-2 contro l'Igea Virtus. A fine stagione, dopo essere rimasto ai margini della rosa negli ultimi mesi (play-off inclusi) a causa di un grave infortunio al ginocchio, si svincola dal Barletta, club con cui di fatto all'età di 25 anni ha giocato le sue ultime partite da professionista in carriera (anche se in realtà ha continuato a giocare a livello dilettantistico in Abruzzo).

## Statistiche

### Presenze e reti nei club
| Stagione        | Squadra         | Campionato      | Campionato | Campionato | Coppe nazionali | Coppe nazionali | Coppe nazionali | Coppe continentali | Coppe continentali | Coppe continentali | Altre coppe | Altre coppe | Altre coppe | Totale | Totale |
| Stagione        | Squadra         | Comp            | Pres       | Reti       | Comp            | Pres            | Reti            | Comp               | Pres               | Reti               | Comp        | Pres        | Reti        | Pres   | Reti   |
| --------------- | --------------- | --------------- | ---------- | ---------- | --------------- | --------------- | --------------- | ------------------ | ------------------ | ------------------ | ----------- | ----------- | ----------- | ------ | ------ |
| 2003-2004       | Pescara         | B               | 4          | 0          | CI              | 0               | 0               | -                  | -                  | -                  | -           | -           | -           | 4      | 0      |
| 2004-gen.2005   | Pescara         | B               | 3          | 0          | CI              | 3               | 0               | -                  | -                  | -                  | -           | -           | -           | 6      | 0      |
| gen.-giu.2005   | Pisa            | C1              | 11         | 0          | CI+CI-C         | 0               | 0               | -                  | -                  | -                  | -           | -           | -           | 11     | 0      |
| 2005-2006       | Pescara         | B               | 5          | 0          | CI              | 0               | 0               | -                  | -                  | -                  | -           | -           | -           | 5      | 0      |
| 2006-gen.2007   | Pescara         | B               | 13         | 3          | CI              | 1               | 0               | -                  | -                  | -                  | -           | -           | -           | 14     | 3      |
| Totale Pescara  | Totale Pescara  | Totale Pescara  | 25         | 3          |                 | 4               | 0               |                    | -                  | -                  |             | -           | -           | 29     | 3      |
| gen.-giu.2007   | Bari            | B               | 11         | 0          | CI              | 0               | 0               | -                  | -                  | -                  | -           | -           | -           | 11     | 0      |
| 2007-2008       | Bari            | B               | 13         | 1          | CI              | 0               | 0               | -                  | -                  | -                  | -           | -           | -           | 13     | 1      |
| Totale Bari     | Totale Bari     | Totale Bari     | 24         | 1          |                 | 0               | 0               |                    | -                  | -                  |             | -           | -           | 24     | 1      |
| 2008-gen.2009   | Pistoiese       | 1D              | 14         | 0          | CI-LP           | ?               | ?               | -                  | -                  | -                  | -           | -           | -           | 14+    | 0+     |
| gen.-giu.2009   | Sambenedettese  | 1D              | 6          | 0          | CI-LP           | -               | -               | -                  | -                  | -                  | -           | -           | -           | 6      | 0      |
| 2009-2010       | Barletta        | 2D              | 24         | 1          | CI-LP           | ?               | ?               | -                  | -                  | -                  | -           | -           | -           | 24+    | 1+     |
| Totale carriera | Totale carriera | Totale carriera | 104        | 5          |                 | 4+              | 0+              |                    | -                  | -                  |             | -           | -           | 108+   | 5+     |